# Penyes Negres
Les Penyes Negres és una muntanya de 2.436 metres que es troba entre els municipis de la Guingueta d'Àneu i de Lladorre, a la comarca del Pallars Sobirà.